# Eugênio Nicolau Stein
Eugênio Nicolau Stein (Santa Rosa, 14 de abril de 1941 – Florianópolis, 18 de outubro de 2017) foi um advogado e político brasileiro.
Filho de Jacó Stein e de Wilma Stein, bacharelou-se em direito.
Foi deputado à Assembleia Legislativa de Santa Catarina na 9ª legislatura (1979 — 1983), eleito pelo Movimento Democrático Brasileiro (MDB).